# Nagar Panchayat
Un Nagar Panchayat o Nagar Parishad (del inglés: Notified Area Council o City Council) es  una división política de la India equiparables a los municipios que comprende un área de transición entre el ámbito rural y urbano.

## Constitución
Cada Nagar Panchayat o Nagar Parishad cuenta con un comité integrado por un presidente o alcalde y miembros de la comunidad. El comité está compuesto por un mínimo de trece personas. Diez miembros son por sufragio universal por un periodo de cinco años y tres nombrados por los distritos electorales. Hay asientos reservados para las castas, tribus, castas desfavorecidas y las mujeres.

## Funciones
Tienen entre sus tareas:
1. Proporcionar servicios e instalaciones esenciales para la zona urbana.
2. LLevar a cabo el programa de saneamiento en el municipio.
3. Alumbrado público y proporcionar viales en cada barrios y las principales carreteras de la ciudad.
4. Establecer y dirigir escuelas en zona urbana. Ejecutar el programa de alfabetización de adultos y la gestión las bibliotecas de la ciudad.
5. Suministro de agua a cada pupilos del área urbana.
6. Sistema de drenaje para eliminar los desechos sólidos y líquidos de la ciudad.
7. Construir alcantarillas de drenaje subterráneo.
8. Gestionar los registros de nacimientos y defunciones.